# Эллинг (фильм)
«Эллинг» (норв. Elling) — художественный фильм норвежского режиссёра Петтера Несса, снятый по роману Ингвара Амбьёрнсена «Кровные братья» в 2001 году.

## Сюжет
Бывшие пациенты психиатрической клиники Брёйнес —тихоня и маменькин сынок Эллинг и патологический девственник Хелл Бьярне проходят курс реабилитации под присмотром мудрого социального работника Франка Осли. Эллинг провел в стенах «исправительного» заведения долгих два года. Наступает день, когда курс реабилитации пройден, и герой должен вернуться к нормальной жизни. Но Эллинг не хочет расставаться со своим новым товарищем Кьеллом.  Новобранцы активной жизни решают и вне стен госпиталя держаться друг друга.
Постепенно освоившиеся в непривычной обстановке большого города, новобранцы активной жизни обзаводятся новыми друзьями. Эллинг, всерьёз принялся за написание стихов, наслаждаясь славой неформального поэта, а Кьелл Бьярни нашёл своё счастье в союзе с женщиной, которая должна вот-вот родить ребёнка.

## В ролях
- Пер Кристиан Эллефсен — Эллинг
- Свен Нордин — Хелл Бьярне
- Марит Пиа Якобсен — Рейдун Норслеттен
- Йорген Лангхелле — Франк Осли
- Пер Кристенсен — Альфонс Ёргенсен
- Хильде Улауссон — Гунн

## Награды и номинации
- 2001 — Фестиваль Американского института киноискусства
  - Гран при жюри фестиваля (Петтер Несс)
- 2001 — Премия Amanda Awards
  - Номинация на Лучшую мужскую роль (Пер Кристиан Эллефсен)
- 2001 — Фестиваль Дни Скандинавского кино в Любеке
  - Приз зрительских симпатий (Петтер Несс)
  - Приз Экуменического жюри (Петтер Несс)
- 2001 — Международный кинофестиваль в Сан-Себастьяне
  - Специальный приз (Петтер Несс, Даг Альвеберг)
  - Приз молодёжного жюри (Петтер Несс)
- 2001 — Кинофестиваль в Стокгольме
  - Лучший сценарий (Аксель Хеллстениус)
  - Специальный приз международной федерации кинопрессы ФИПРЕССИ (Петтер Несс)
  - Номинация на «Бронзовую лошадь» (Петтер Несс)
- 2002 — «Оскар»
  - Номинация на Лучший иностранный фильм
- 2002 — Фестиваль комедийных фильмов в Пеньисколе
  - Лучший фильм (Петтер Несс)
- 2002 — Фестиваль Скандинавского кино в Руане
  - Приз зрительских симпатий (Петтер Несс)
  - Лучшая мужская роль (Пер Кристиан Эллефсен)
- 2002 — Кинофестиваль в Селбе
  - Приз зрительских симпатий (Петтер Несс)
- 2002 — Варшавский международный кинофестиваль
  - Приз зрительских симпатий (Петтер Несс)
- 2002 — Международный кинофестиваль в Вюрцбурге
  - Приз зрительских симпатий (Петтер Несс)